# Тигранян, Никогайос Фаддеевич
Никогайо́с (Николай) Фадде́евич (Тадевосович) Тиграня́н (Тигранов) (арм. Նիկողայոս Թադևոսի Տիգրանյան; 31 августа 1856, Александрополь, ныне Гюмри — 17 февраля 1951, Ереван) – армянский и советский композитор, музыковед, фольклорист, пианист, музыкально-общественный деятель, ученик Н. А. Римского-Корсакова, и Н. Ф. Соловьева, Народный артист Армянской ССР (1933), Герой Труда (1936).

## Биография
В девятилетнем возрасте полностью потерял зрение.
Учился в Венском Институте слепых.
Игре на фортепиано обучался у профессора Венской консерватории В. Шеннера, под его же руководством изучал музыкально-теоретические дисциплины.
В 1893 году совершенствовался по теории композиции у Н. А. Римского-Корсакова и Н. Ф. Соловьева в Петербурге.
С 1894 года неоднократно выезжал в города Закавказья, Кавказа, России, Западной Европы, где выступал как пианист и лектор.
Участвовал в многочисленных фольклорных экспедициях, публиковал статьи о восточной музыке.
Организовал в Александрополе школу для слепых, был её директором, вёл ряд музыкально-теоретических дисциплин.
В 1934 переехал в Ереван, где занимался преподавательской деятельностью и изданием своих музыкальных произведений.

## Творческие заслуги
Н. Ф. Тигранян является одним из основоположников армянской национальной фортепианной музыки.
Он первым из армянских композиторов записал и обработал (для фортепиано, струнных и духовых ансамблей, а также для симфонического оркестра) песни, исполняемые армянскими гусанами, ашугами, сазандарами и виртуозами-инструменталистами: дудукистами, таристами, кеманчистами, зурначами и т. д.
В своих обработках Тигранян стремился сохранить «верность духу подлинника», передать специфику народного инструментального интонирования, гармонии многоголосия, ладовых особенностей народного мелоса, своеобразной пластики народных танцев.
Многие образцы народной музыки, которая бытовала в городах Закавказья в XIX и начале XX века, сохранились именно благодаря записям и обработкам Никогайоса Фаддеевича Тиграняна. Он стал первым композитором на Ближнем Востоке, который записал и художественно обработал персидские мугамы.
Найденные Тиграняном способы записи и обработки народных мелодий, а также применявшиеся им принципы формообразования получили дальнейшее развитие в сочинениях многих армянских композиторов.
Записанные и обработанные Н. Ф. Тиграняном народные мелодии использовали в своих сочинениях А. А. Спендиаров, M. M. Ипполитов-Иванов, Г. А. Казаченко, Р. М. Глиэр, А. Т. Тигранян, С. В. Бархударян, А. С. Айвазян, А. И. Хачатурян и другие известные композиторы.

## Основные музыкальные произведения
Для симфонического оркестра:
- Характерные пьесы, обработки мугамов

Для струнного квартета
- Обработки мугамов

Для скрипки и фортепиано:
- Мугам «Шахназ»

Для фортепиано:
- Армянские народные танцы, десять мугамов

Для голоса и фортепиано:
- Обработки армянских народных песен, в том числе «Лунная ночь», «Приди домой», «Дни неудач», «Для тебя», «Любимая»

Для хора:
- Песни

Обработки армянских народных песен и танцев:
- «Армянские народные танцы» (1896)
- «Армянские народные танцы» (1935)
- «Избранные произведения» (1952)

## Литературные сочинения
- Мысли о восточной музыке, «Новое время», 1901, 15 янв.

Публикации в сборниках:
- «Закавказские народные песни и танцы», 1887
- «Армянские народные танцы», 1896, 1935
- «Избранные произведения», 1952

## Признание заслуг
- За свою музыкально-просветительскую деятельность Никогайос Фаддеевич Тигранян удостоился Бронзовой медали на Всемирной выставки в Париже (1900) как «пионер по собиранию и обработке восточных мотивов».
- Народный артист Армянской ССР (13.04.1933)[3]
- Герой Труда (1936)
- Орден Трудового Красного Знамени (04.11.1939) — «за выдающиеся заслуги в деле развития армянского театрального и музыкального искусства»
- Медаль «За доблестный труд в Великой Отечественной войне 1941—1945 гг.»
- В Армении учреждена «Медаль имени Н. Ф Тиграняна»
- В Ереване есть улица Никогайоса Тиграняна